# Kim Đính
Kim Đính là một xã thuộc huyện Kim Thành, tỉnh Hải Dương, Việt Nam.

## Địa lý
Xã Kim Đính nằm cách trung tâm huyện Kim Thành 5 km về phía nam, có vị trí địa lý:
- Phía bắc giáp xã Ngũ Phúc
- Phía nam giáp xã Bình Dân
- Phía đông giáp xã Kim Tân
- Phía tây giáp huyện Thanh Hà.

Xã Kim Đính có diện tích 7,28 km², dân số năm 1999 là 6.860 người, mật độ dân số đạt 942 người/km².
Xã Kim Đính có diện tích 7,31 km², dân số 7.335 người, mật độ dân số 1.003 người/km².
Bốn bề là sông bao bọc bởi hệ thống An Kim hải và sông Rạng. Có tuyến đường 388 liên tỉnh chạy qua được nối từ tuyến quốc lộ 5 qua trung tâm huyện đến Hải Phòng và tuyến từ huyện Thanh Hà qua Kim Đính đi Hải Phòng và toàn bộ hệ thống giao thông trên địa bàn được bê tông hóa (đạt 95%).

## Lịch sử
Kim Đính là một vùng đất phù sa, do hai xã Phù Tải và Chuẩn Thừng xưa hợp thành.
Đến tháng 8 năm 1945, được đổi tên là xã Hưng Đạo.
Đến cuối năm 1955, được đổi tên là xã Kim Đính.

## Tiềm năng phát triển kinh tế và thành tựu kinh tế nổi bật
Kim Đính có thế mạnh phát triển sản xuất nông nghiệp, chăn nuôi thủy sản và nhất là phát triển nghềtrồng hoa cảnh là 16,24 ha gồm: Hoa Ly, hoa tuy líp (xuất khẩu), hoa cúc, hoa hồng, hoa lay ơn (Hoa thời vụ); bên cạnh đó phát triển kinh tế vườn, kinh tế trang trại và cây vải thiều đặc sản.
Năm 2013; tổng sản phẩm tăng 14,5%; giá trị sản xuất nông nghiệp và thủy sản tăng 14,77%; giá trị sản xuất công nghiệp và xây dựng tăng 8,9%; giá trị sản xuất ngành dịch vụ tăng 16,47%; thu nhập bình quân đạt 19,2 triệu đồng/người/năm. Đời sống vật chất và tinh thần của nhân dân từng bước được nâng lên, xã có 2/3 làng đạt danh hiệu Làng, KDC văn hóa, có 02 di tích gồm: Chùa Thừng và Đình Giải đã được xếp hạng di tích lịch sử cấp tỉnh.

## Đơn vị hành chính
Xã Kim Đính có 03 thôn:  Thôn Phù Tải I gồm có 4 đội,Thôn Phù Tải II gồm có 3 đội, Thôn Chuẩn Thừng gồm có 3 đội
Các địa điểm tham quan: Chùa Giải, Đình Giải, Chùa Chuẩn Thừng
Xã Kim Đính còn nổi tiếng với nhiều loại trái cây nông sản thơm ngon như: Ổi, vải thiều, nhãn. Ngoài ra ở đây còn có những cánh đồng hoa rộng lớn góp phần làm mảnh đất Kim Đính thêm tươi mát.

## Các món ăn đặc sản
Các món ăn đặc sản ở đây có rươi, ruốc sông, hay lươn cá.